# Kalikst Hornowski
Kalikst Hornowski herbu Korczak (zm. po 1746 roku) – surogator ziemski brzeskolitewski w 1738 roku, pisarz dekretowy Wielkiego Księstwa Litewskiego w latach 1737-1746, cześnik brzeskolitewski w latach 1720-1736.
Poseł brzeskolitewski na sejm konwokacyjny 1733 roku.